# Patrimoine géologique
Ne doit pas être confondu avec Patrimoine géologique mondial.

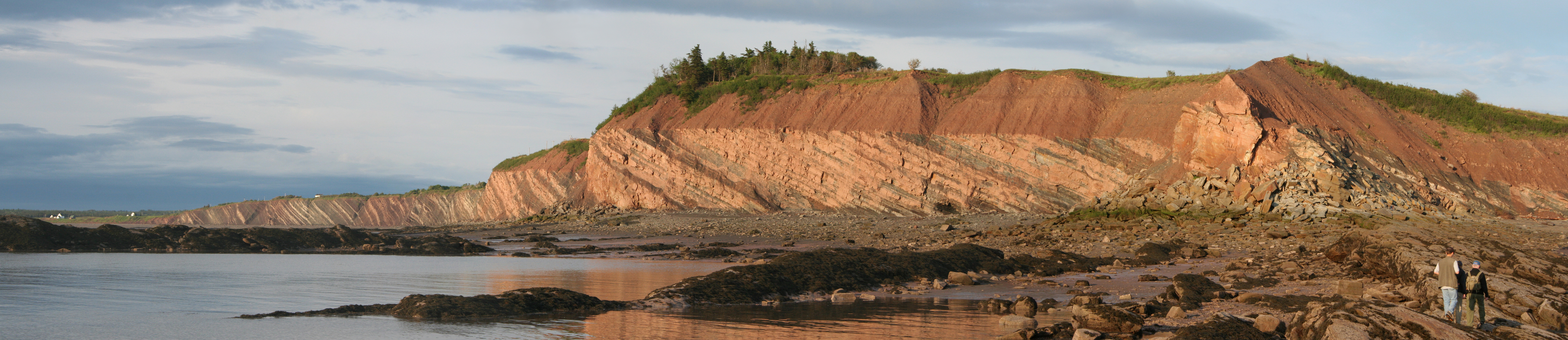
Falaises fossilifères de Joggins, site du patrimoine mondial de l'UNESCO.

Le patrimoine géologique  (parfois aussi dénommé « géopatrimoine ») est un sous-ensemble du patrimoine naturel. Il « englobe tous les objets et sites qui symbolisent la mémoire de la Terre, de l’infra-microscopique au point de vue : les traces de vie (fossiles, habitats, mines…), les roches et minéraux, les structures, les indices de climat, l’évolution des sols, des sous-sols et des paysages passés ou actuels ». Il comprend notamment l'ensemble des sites naturels d'intérêts géologiques, mais également les collections et autres objets et « curiosités géologiques ». Le terme géologie est à prendre dans son acception la plus large (du grec geo-logos : parler de la Terre), regroupant l'ensemble de la géodiversité. Il inclut donc la sédimentologie, la paléontologie, la minéralogie, la tectonique, la géomorphologie etc. Son caractère patrimonial, scientifique, pédagogique, historique ou autre, peut justifier de son recensement dans le cadre d'un inventaire du patrimoine naturel et dans certains cas, de sa protection et de sa valorisation en raison de son intérêt pédagogique et de la demande géotouristique.

## Valorisation
Le patrimoine géologique et géomorphologique est de plus en plus reconnu par les institutions qui cherchent à le mettre en valeur : valorisation in situ (aménagement de sentiers d'interprétation, de belvédères et de placettes d'observation, pose de panneaux pédagogiques, sorties scolaires encadrées, visites guidées) et ex situ (espaces muséographiques dédiés aux sites géologiques, publication de brochures pédagogiques et de livres, création de site web à vocation pédagogique). La réalisation de produits géodidactiques peuvent ainsi inciter les géotouristes à vouloir découvrir et mieux connaître la géodiversité d’un territoire.

## Dans le monde
C’est au XIXe siècle que sont apparues en Europe, aux États-Unis, au Canada, en Australie et en Nouvelle-Zélande, les premières préoccupations en matière de conservation des objets géologiques, par exemple en Suisse avec la mise sous protection du bloc erratique de Pierrabot en 1838 par la ville de Neuchâtel et celle des blocs erratiques dans les forêts et domaines de l'État en 1895.
La notion de patrimoine géologique a émergé au niveau mondial au début des années 1990 au cours d'un congrès international sur la protection du patrimoine géologique à Dignes-les-Bains (Alpes-de-Haute-Provence) qui vote la « déclaration internationale des droits de la mémoire de la Terre ». Ce symposium réunit sous l’égide de l’UNESCO plus de 150 géologues venus de plus de 30 pays différents.
En 2021, l'Académie américaine des sciences a publié un ouvrage intitulé America's Geoheritage II portant sur l'identification, le développement et la préservation du géohéritage.

## En France
Au début du XIXe siècle, le patrimoine architectural et culturel est reconnu à travers les monuments historiques mais il n'est pas vraiment question de nature. La notion de patrimoine naturel apparaît en France dans la loi du 21 avril 1906 vouée à la protection des « sites et monuments naturels de caractère artistique ». Elle concerne les ensembles naturels (cascades, grottes, rochers, etc.) qui ont été désignés comme pittoresques par la peinture, les guides touristiques et la photographie. La loi du 2 mai 1930 relative « aux monuments naturels et aux sites de caractère artistique, historique, scientifique, légendaire ou pittoresque » remplace celle de 1906 en enrichissant la liste des caractères justifiant la protection d'un site mais seuls quelques sites d’intérêt paléontologique sont protégés. Par la loi du 10 juillet 1976, le législateur ouvre la notion de patrimoine naturel à la géologie. Bien qu'essentiellement faite pour la protection du monde vivant, cette loi permet aussi celle des « gisements minéraux et de fossiles » et des « formations géologiques, géomorphologiques ou spéléologiques remarquables ». L'État reconnait ainsi le patrimoine géologique, au même titre que le patrimoine faunistique et floristique.
En 1980 une première réserve naturelle à caractère géologique est créé (réserve naturelle régionale de Montredon) suivie en 1982 de la Réserve naturelle nationale géologique de Saucats et la Brède (Gironde) et de la réserve naturelle nationale François Le Bail (île de Groix). Ensuite, de 1982 à 1994 neuf réserves naturelles nationales géologiques sont créées. Au même moment douze réserves naturelles volontaires à vocation géologique voient le jour. Ce cadre juridique s'est vite montré insuffisant pour protéger les minéraux, fossiles et concrétions. À la suite de diverses démarches, le Ministère de l'environnement créé en 1981 les "Commissions Bouchardeau" pour réfléchir à la protection du patrimoine géologique en France mais aucune suite n'est donné à ce travail. 
En 1984 une note de synthèse conclut que ce patrimoine « mérite au même titre que la faune, la flore ou les vestiges archéologiques, de bénéficier d’une législation stricte, comme cela se pratique déjà dans de nombreux pays européens », sans suites. En 1986, la conférence permanente des réserves naturelles (créée 4 ans plus tôt, le 28 juin 1982 et renommée Réserves naturelles de France en 1994) forme en son sein une commission du patrimoine géologique (qui deviendra l'interlocuteur principal du ministère de l'environnement. Elle contribue à la tenue d'un symposium international à Digne en 1991 (alors qu'une étude juridique sur la protection du patrimoine géologique se fait de 1989 à 1992. Ce n'est qu'en 1995 que la Loi Barnier prend à nouveau en compte la protection des sites paléontologiques et minéralogiques mais ses décrets d'application n'ont jamais été publiés. 
En novembre 1997, de premières « Journées Nationales du patrimoine géologique » sont organisées au ministère de l'environnement à l'initiative de l'Association des Géologues du Bassin de Paris (AGBP). Des présentations et discussions y permettent notamment d’intégrer au patrimoine géologique les collections privées et publiques, les écrits anciens, les publications de référence et les sites anthropisés. Le patrimoine géologique n’est plus limité à sa composante in situ. Afin de cerner l'intérêt des objets et des sites à protéger, est lancé officiellement l’Inventaire National du Patrimoine Géologique en 2007 sous la responsabilité scientifique du Muséum national d'histoire naturelle.

### L'inventaire national du patrimoine géologique
L’inventaire national du patrimoine géologique a été lancé en 2007 dans le cadre de la loi du 27 février 2002, relative à la démocratie de proximité. Celle-ci précise en ces termes que « l'État […] assure la conception, l'animation et l'évaluation de l'inventaire du patrimoine naturel qui comprend les richesses écologiques, faunistiques, floristiques, géologiques, minéralogiques et paléontologiques ». Une méthodologie spécifique a été définie pour cet inventaire,.
L’État, à travers le Ministère chargé de l’environnement et ses délégations régionales (DREAL), est maitre d’œuvre de cet ouvrage.
Afin de réaliser un inventaire cohérent et homogène sur tout le territoire, l’élaboration d’une méthodologie commune a été nécessaire. L'ensemble des étapes a été discuté, expérimenté et validé par la Conférence Permanente du Patrimoine Géologique (CPPG), instance de réflexion créée par le Ministère et qui comprend : le Muséum national d'histoire naturelle, le BRGM, la Société géologique de France, les Musées de France, les Réserves Naturelles de France, la Fédération Française Amateur de Minéralogie et de Paléontologie et deux experts.
L’inventaire est réalisé en région. Une fois validé par le CSRPN de la région, il doit être validé nationalement par le Muséum national d'histoire naturelle (qui est le référent scientifique de l’inventaire pour le ministère chargé de l’environnement). Une fois validé au niveau national, l’inventaire a pour vocation d’être diffusé et mis en ligne pour tous, dans le cadre du « porté à connaissance ».
Le lancement de cet inventaire du patrimoine géologique a été critiqué par certaines associations et fédérations d'associations.
Il voit un premier aboutissement à travers différents colloques régionaux, nationaux ou internationaux à Digne-les-Bains (2008, 2012), Caen (2013), Toulouse (2015), Chambéry (2018).

### Communication, sensibilisation, médiation
Un des objectifs de l'inventaire est d'offrir au public la possibilité de mieux connaitre ce patrimoine, de montrer son intérêt scientifique, historique, parfois esthétique. De nombreux acteurs (collectivités territoriales, musées, maisons de pays, maisons de patrimoine, maisons du littoral, associations, particuliers) recourent à deux formes principales de médiation : médiation passive qui s'exerce par le biais d'équipements fixes dans des structures à vocation muséale, sur les sites eux-mêmes en ville ou en campagne (sentier d'interprétation, panneaux, pupitres, bornes…) ou au moyen d'éléments mobiles (dépliants, livrets tels que la collection « Balades géologiques », applications dédiées pour smartphones, tablettes connectées, etc,, explorations virtuelles) ; méditation active qui implique un média humain (visites commentées dans les structures muséales, lors de parcours de sentiers, lors de sorties géologiques, in situ…).
Grâce à un géopatrimoine très varié, les pays peuvent accueillir plusieurs formes de géotourisme,.

### Éléments de bibliographie
- (fr) Inès Alterio, Patrick De Wever, Grégoire Egoroff et Annie Cornée (2014). Analyse comparative de quelques inventaires géologiques en Europe. Résumé, 24e Réunion des Sciences de la Terre, Pau, 27-31 octobre 2014.
- (fr) Inès Alterio, Patrick De Wever, Grégoire Egoroff et Annie Cornée (2014). Quelques inventaires géologiques en Europe : une comparaison. Géochronique no 131, septembre 2014, p. 19.
- (fr + en) Numéro spécial sur le patrimoine géologique de France, revue Géologie de la France (téléchargement).
- (fr) Vade-mecum pour l'inventaire national du Patrimoine géologique.
- (fr) La revue Geoheritage, éditée par Springer, entièrement consacrée à des articles sur le patrimoine géologique.
- (fr) Un numéro spécial de la revue Géoscience du BRGM : Découvrir le patrimoine géologique de la France.
- (fr) Patrick De Wever, Annie Cornée et Grégoire Egoroff (2014). Le géopatrimoine, connaître, faire connaître in Acte du colloque du cinquantenaire de l’AGSO, Muséum de Toulouse, Les Géoressources du grand sud-ouest, face aux défis du XXIe siècle, 26-28 septembre 2014. AGSO, octobre 2014, p. 165-179.